# Клуб первых жён
«Клуб первых жён» (англ. The First Wives Club) — комедия Хью Уилсона по одноимённому роману Оливии Голдсмит о трёх женщинах, задумавших отомстить бросившим их мужчинам, об испытанной мести и о новой любви.
Приз Национального совета обозревателей за актёрский ансамбль. Номинация на премию «Оскар» как «Лучший саундтрек к музыкальному/комедийному фильму» в 1997 году.

## Сюжет
Бренда, Элиз, Синтия и Энни познакомились и сдружились в колледже. На выпускном они клянутся поддерживать дружбу, но жизнь вносит свои коррективы. У каждой из женщин появляются муж, дети, карьера и они перестают поддерживать постоянную связь.
Бренда, Элиз и Энни встречаются, спустя почти тридцать лет, на похоронах четвёртой подруги, Синтии, которая покончила жизнь самоубийством, выбросившись из своего роскошного пентхауса с видом на Центральный парк после того, как муж развёлся с ней ради молодой красотки.
Старые подруги осознают, что с каждой из них произошло то же самое: несмотря на то, что все трое вроде бы удачно вышли замуж и немало помогли своим мужьям на их пути к успеху — их также как Синтию оставили, как только успех пришёл.
Подруги решают отомстить предателям, заставить их пережить ту же боль и разочарование, что довелось им самим. Им помогают заштатный дизайнер интерьеров и светская дама, которая сама когда-то была и первой, и второй, и третьей, и… бог знает которой по счёту женой, совершенно замечательная и мудрая Ганила Гарсон Голдберг. Но в процессе разработки плана отмщения дамы понимают, что не могут довольствоваться такой мелочной целью и придумывают план, как не просто проучить мужей, но и добиться личностного и профессионального роста в собственной жизни.
На вырученные в процессе деньги женщины решают начать благотворительную деятельность и создать «Клуб первых жён» — центр доверия для всех оставленных в беде женщин. А Бренде даже удаётся вернуть своего мужа — на своих условиях.

## В главных ролях
- Бетт Мидлер — Бренда Кушман
- Голди Хоун — Элиз Элиот
- Дайан Китон — Энни Парадиз
- Мэгги Смит — Ганила Гарсон Голдберг
- Дэн Хедайя — Мортон, муж Бренды
- Сара Джессика Паркер — Шелли, любовница Мортона
- Стивен Коллинз — Аарон, муж Энни
- Марша Гей Харден — доктор Лесли Розен, любовница Аарона
- Стокард Чэннинг — Синтия Свонн Гриффин
- Виктор Гарбер — Билл, муж Элиз
- Элизабет Беркли — Фиби, любовница Билла
- Айлин Хекарт — Кэтрин МакДугган, мать Энни
- Дж. Смит-Камерон — Мисс Салливан
- Ивана Трамп — играет саму себя

## Производство
Подбор актёров
Изначально роль Брэнды (Бетт Мидлер) предлагалась Барбре Стрейзанд, а вскоре и Вупи Голдберг, но обе отказались, посчитав фильм глупым.
На роль Энни претендовали Мерил Стрип, Сигурни Уивер и Гленн Клоуз, в итоге она досталась Дайан Китон.
На роль Шелли претендовали Дженнифер Энистон, Кристина Эпплгейт, Кэмерон Диас и Сара Мишель Геллар, но роль досталась Саре Джессике Паркер.